# Club Deportivo Aparejadores Rugby Burgos
El Club Deportivo Aparejadores Rugby Burgos, denominado Recoletas Burgos Caja Rural por motivos de patrocinio, es un equipo español de rugby de la ciudad de Burgos, nacido en el año 1970. En 2006 fue la fusión de los clubs Ferroplás Burgos Rugby Club y Aparejadores Rugby Club, dando forma al actual proyecto. Su actividad se había iniciado a comienzos de la década de los 70 en la Escuela Universitaria de Arquitectura Técnica.
El primer equipo sénior masculino compite en la máxima categoría del rugby español, la División de Honor de rugby. Siendo un club dominador de la División de Honor B de Rugby en los últimos años, y aspirante al ascenso a la máxima categoría en 2016 que perdió en semifinales ante el CAU Valencia y 
en 2017 perdió la final contra el alicantino CR La Vila. Ya en 2018, logró el tan ansiado ascenso al vencer en la final al Ciencias Fundación Cajasol y proclamarse Campeón invicto de la División de Honor B.
Cuenta con un Equipo sub-23 que juega la Liga Nacional de filiales de los Clubes de División de Honor.

## Historia

### Orígenes
Las primeras noticias que hay del rugby asociado a la Escuela Universitaria de Arquitectura Técnica de Burgos (E.U.A.T.), por entonces Escuela de Aparejadores, son del curso 68-69, en el que un grupo de universitarios del centro preparó un equipo para jugar en el Campeonato Universitario de España, celebrado a finales del curso, en Madrid. De este equipo, solamente existe una fotocopia de una fotografía y unos cuantos nombres de jugadores.
En el año 1977, se crea en el Instituto de Bachillerato Conde Diego Porcelos, un equipo de rugby en categoría cadete, que en la temporada 78-79, toman parte en el Campeonato de España de esta categoría, quedando subcampeones. En la siguiente temporada, vuelve a jugar el Campeonato de España y queda entre los 6 primeros puestos.

### Inicios
En el curso 70-71 un grupo de alumnos de la Escuela Universitaria de Arquitectura Técnica de Burgos (E.U.A.T.) que habían jugado en el Atlético San Sebastián, en el Club Atlético Universitario de Madrid y en el Club de Rugby El Salvador decidieron seguir jugando su deporte favorito e inscribieron, al Club Universitario Arquitectura Técnica de Burgos en la Federación Vallisoletana, para jugar en su categoría Regional.
En la temporada 71-72, jugaron en la misma categoría y por diversos motivos desaparecieron y no participaron en la temporada 72-73.
Reaparecieron en la temporada 76-77, ya con el nombre de Aparejadores Rugby Club, compitiendo en categoría regional, encuadrados en la Federación de Santander, terminando los primeros en su categoría. Esta posición, les permitió jugar la fase de ascenso a 2ª División Nacional, siendo eliminados por el Gernika R.T..
En la temporada 77-78, siguieron compitiendo en categoría regional encuadrados en la Federación de Santander, quedando nuevamente primeros, lo que les permitió jugar la fase de ascenso a 2ª División Nacional y siendo eliminados esta vez por el CAU de Oviedo.
Una reorganización del rugby nacional, hizo que el Aparejadores Rugby Club, compitiera en la temporada 78-79 en el Grupo VII de la 2ª División Nacional, encuadrado dentro de la Federación Vallisoletana. En esta regional y en esta categoría, se mantuvo el club hasta la temporada 80-81. 
En la temporada 81-82, el club se transformó en el Conde Diego Porcelos Rugby Club, y Burgos, dejó de tener equipo hasta la temporada 84-85, preparando su regreso, por medio de partidos amistosos.

### Fundación
El 18 de junio de 1982, se promulga el Real Decreto 1697/1982 sobre Agrupaciones Deportivas de la Comunidad Autónoma de Castilla y León. Hasta este momento el equipo pertenecía a la Sección de Rugby del Club Deportivo Escuela Universitaria de Arquitectura Técnica, inscrito en el Registro Nacional de Clubs con el número 11.922, con fecha 27 de junio de 1978, siendo presidente del club D. José Antonio Saiz Isasi y presidente de la sección de rugby D. Fermín Ijurco Ansorena.
El 16 de octubre de 1987, y ante notario, se firma el Acta Fundacional del Club Deportivo denominado Aparejadores Rugby Club, con el objetivo de cumplir el mandato emanado del Real Decreto 1697/1982 de 18 de junio de 1982, sobre Agrupaciones Deportivas de la Comunidad Autónoma de Castilla y León. El 7 de marzo de 1988, se produce la inscripción del Club en el Registro de Clubs y Asociaciones Deportivas de la Junta de Castilla y León, con el número 01858.

### Década de los 80
En la temporada 85-86, compite en la Liga de 2ª División Nacional grupo de Castilla y León. La temporada 85-86, el Diego Porcelos acaba la competición regional en primer lugar, por lo que juega la fase de ascenso a 1ª División, quedando clasificado en primer lugar y consiguiendo el ascenso.
En 1986, se suprimen varias secciones deportivas en el Instituto Conde Diego Porcelos, entre ellas la de rugby, por lo que el equipo se fusiona con el Conde Diego Porcelos para participar en 1ª División Nacional, con el nombre de Aparejadores Rugby Club. El club, así formado, presentó un segundo equipo sénior en la Liga de 2ª División Nacional del grupo Castellano-Leonés, y equipo juvenil y cadete en las competiciones de Castilla y León. La temporada en 1ª división no es buena y el Aparejadores baja de nuevo a 2ª división. 
Con el descenso de categoría, los equipos se separan, pasando a denominarse Burgos R.C. y Aparejadores R.C. La temporada 87-88 y 88-89, vuelve a quedar clasificado en primer lugar en la competición regional, jugando las correspondientes fases de ascenso, quedando en ambas, clasificado en segundo lugar y la temporada 90-91 renuncia a jugar la fase de ascenso por falta de presupuesto. 

### Década de los 90
En 1990, se crea en Castilla y León una nueva competición denominada Copa Presidente de Castilla y León, donde quedó clasificado en tercer lugar por detrás del C.R. El Salvador y Granja Conchita, ambos de Valladolid y de División de Honor. Desde el inicio de la competición, ocupa la misma posición tras los equipos citados.
En la temporada 92-93, el equipo solo participa en La Copa Presidente de Castilla y León y en partidos amistosos. Vuelve a competir en Liga, en esta categoría, en la temporada 93-94 y en ella se mantiene hasta 2017.
En mayo de 1994, se reestructura la División de Honor y el Burgos entra a formar parte del grupo A con equipos de Galicia, Asturias, Cantabria y Castilla y León.
En la temporada 94-95, se crea la Asociación de Veteranos del Aparejadores Rugby Club (AVARC), con el objetivo de ayudar al equipo y a los jugadores del club. Su primera gestión fue la construcción e inauguración de la sede del equipo, debido a la inestimable ayuda de una serie de socios protectores que sufragan el coste económico de su construcción.
En la temporada 95-96, con un año de retraso, celebra su XXV aniversario con una serie de actos como El Torneo Toyota, en el que participan El Salvador, el CAU de Madrid y ellos y faltando el Atlético de San Sebastián, para juntar a los tres equipos que habían aportado jugadores para crear al Aparejadores R.C. El partido contra un XV Invitados, reúne a varios jugadores de División de Honor y entre ellos un jugador internacional absoluto por España. En el partido de veteranos contra un XV invitados, reúnen a jugadores veteranos amigos del club, entre los que se encontraban varios padres de jugadores actuales.
Desde la temporada 94-95, representa a la Universidad de Burgos en el Trofeo Rector de Castilla y León. En las temporadas 94-95, 95-96 y 99-00, logra el primer puesto, la temporada 96-97, el tercero y las temporadas 97-98 y 98-99, el segundo.
Los primeros puestos de las temporadas 94-95 y 95-96, así como el segundo de la temporada 97-98, le permiten jugar la Fase Final del Campeonato Universitario Español, representando a la Universidad de Burgos y en la temporada 97-98 logra el cuarto puesto nacional.
En las temporadas 89-90 y 90-91, el equipo contó con un grupo de jugadoras que estuvieron entrenando, pero la iniciativa no prosperó en un equipo femenino.
En la temporada 99-00, nuevamente cuenta con un grupo de jugadoras, que entrenaron durante el año para debutar en el 1º Torneo de Rugby a Siete del Aparejadores Rugby Club.

### Actualidad
En la temporada 00-01, el club contó con un equipo femenino que compitió jugando partidos amistosos en la modalidad de rugby a 10. La temporada 00-01, acabó con el Burgos R.C. en el primer lugar de la categoría, por lo que juega la fase de ascenso a División de Honor, siendo eliminado, por 2 puntos de diferencia, por Industriales de Madrid. Esa temporada contaba con 150 fichas, en distintas categorías, incluidas categorías infantiles y femenino.
Antes de comenzar la temporada 2006-07, en una reunión, en la sede del Burgos R.C., entre jugadores del Ferroplas Burgos R.C. y el presidente de Aparejadores, Chucho Gadea, debido a la mala situación que estaban pasando los dos clubs, deciden juntarse y se crear el UBU-Ferroplás Aparejadores Rugby Club. Este, contaba con dos equipos seniors, uno juvenil y una base de infantiles y alevines, y así nació el actual equipo de rugby de la ciudad de Burgos, que cuenta con dos grandes equipos sénior que destacan en sus categorías, un fabuloso equipo femenino, que crece día a día y equipos en todas las categorías inferiores que trabajan muy duro para dar continuidad a este proyecto cada día más grande.
Tras pasar muchos años en el ostracismo de las categorías inferiores del rugby español, asciende a Liga Heineken en mayo de 2018. 
En 2023 y 2024 se proclamó campeón de la Supercopa de España tras vencer en ambas ocasiones al VRAC Quesos Entrepinares.  
Para la temporada 2025-26 se produjeron varias salidas importantes como la de su entrenador José García tras 5 temporadas  o la del internacional español Estanislao Bay.  Aunque se reforzaron con otros jugadores como los también internacionales españoles Imanol Urraza  y Lander Gómez  con contrato RFER, que les permitía jugar una cantidad de partidos determinados con el equipo y mantenerse a menudo concentrado con la selección.

## Trayectoria
- La Primera Nacional desapareció en el verano de 2014.[9]

## Palmarés
| Competición nacional (3)  | Títulos    | Subcampeonatos   |  |
| ------------------------- | ---------- | ---------------- |  |
| División de Honor (0/2)   |            | 2022-23, 2023-24 |  |
| Supercopa de España (2/0) | 2023, 2024 |                  |  |
| Copa del Rey (1/2)        | 2024       | 2021, 2023       |  |